# Зачулымка
Зачулымка — село в Бирилюсском районе Красноярского края России. Административный центр Зачулымского сельсовета.

## География
Находится к западу от реки Чулым, примерно в 14 км к юго-западу от районного центра, села Новобирилюссы, на высоте 199 метров над уровнем моря.

## Население
| 2010 |
| ---- |
| 129  |

Гендерный состав
По данным Всероссийской переписи населения 2010 года 69 мужчин и 60 женщин из 129 чел.

## Улицы
Уличная сеть села состоит из 2 улиц (ул. Новая и ул. Школьная).